# Богомолец-Лазурская, Наталья Михайловна
Наталья Михайловна Богомолец-Лазурская (укр. Наталя Михайлівна Богомолець-Лазурська) (9 ноября 1880 — 1958) — украинская актриса и историк украинского театра.

## Биография
Наталья Богомолец родилась 9 ноября 1880 года в селе Лихачов Козелецкого уезда Черниговской губернии (ныне Носовский район Черниговской области), в семье дворянина Михаила Михайловича Богомольца, который был дядей выдающегося украинского физиолога, академика А. Богомольца.
В 1890-х годах семья жила в Кишинёве, где её отец работал в должности управляющего акцизными сборами Бессарабской губернии. В 1894 — 1898 гг. Наталья училась в кишинёвской гимназии.
В конце XIX — начале XX в. играла в спектаклях Н. Садовского вместе с М. Заньковецкой.
В начале XX в. училась на историко-филологическом факультете одесских высших женских курсов, участвовала в работе историко-литературного кружка.
В 1908 году вышла замуж за приват-доцента Императорского Новороссийского университета. Ф. Лазурского.
В одесской прессе публиковал биографические очерки о деятелях украинского театра, популяризировала его деятельность. В 1917 году вместе с мужем организовала в Козельце, а потом в Одессе Украинское художественное общество им. М. Заньковецкой.
На страницах газет «Одесский листок» и «Молодая Украина» выступала за развитие украинской культуры и, в частности, театра.
В начале 1940-х гг. опубликовала заметку об истории Одессы.
После смерти мужа в 1947 году переехала к сыну в Киев, однако каждый год наведывалась в Одессу.
Её главным вкладом в историческую биографистику есть очерк жизни и творчества М. Заньковецкой, который, несмотря на лаконичность, считается наиболее достоверным, ведь был одобрен самой актрисой. К тому же она консультировала И. Дурилина, автора большой монографии О М. Заньковецкой. Написала воспоминания о С. Дурилине и Марке Кропивницком.
Умерла в Киеве в 1958 году. Похоронена на Байковом кладбище

## Работы
- Богомолец-Лазурская Н. М. Життя Марії Заньковецької. — К.: Державне видавництво образотворчого мистецтва і музичної літератури УРСР, 1961. — 66 с.
- Лазурская Н. З моїх зустрічей // Спогади про Марка Кропивницького. — К., 1990. — С. 133—136.
- Лазурская Н. Творець народного театру // Вінок спогадів про М. К. Заньковецьку. — К., 1950. — С. 162—173.